# International Journal of Mass Spectrometry
International Journal of Mass Spectrometry (abrégé en  Int. J. Mass Spectrom. ou IJMS ) est une revue scientifique à comité de lecture qui publie des articles concernant la spectrométrie de masse.
D'après le Journal Citation Reports, le facteur d'impact de ce journal était de 2,117 en 2009. Actuellement, les directeurs de publication sont S. A. McLuckey et H. Schwarz.

## Histoire
Au cours de son histoire, le journal a plusieurs fois changé de nom :
- International Journal of Mass Spectrometry and Ion Physics, 1968-1983  (ISSN 0020-7381)[3]
- International Journal of Mass Spectrometry and Ion Processes, 1983-1998  (ISSN 0168-1176)[4]
- International Journal of Mass Spectrometry, 1998-en cours  (ISSN 1387-3806)